# Gran City Pop Tour
Es la gira de conciertos de la cantante mexicana Paulina Rubio durante el 2009, como promoción de su noveno álbum de estudio Gran City Pop. La gira comenzara en Primm, Nevada para después continuar por los Estados Unidos, América Latina, el Caribe y España.

## Canciones
- 1. Opening Song: Algo De Ti
- 2. Ni Una Sola Palabra
- 3. Lo Haré Por Ti
- 4. Todo Mi Amor
- 5. Más Que Amigo
- 6. Yo No Soy Esa Mujer
- |7. El Último Adiós
- 8. Dame Otro Tequila
- 9. Ni Rosas Ni Juguetes
- 10. Nada Puede Cambiarme
- 11. Baila Casanova
- 12. Algo Tienes
- 13. Enseñame
- 14. Melodía De Tu Alma
- 15. Acústico
- 16. A Contra Luz
- 17. Causa y Efecto
- 18. Don't Say Goodbye
- 19. Y Yo Sigo Aquí
- 20. Te Quise Tanto

## Set List Auditorio Nacional 21/11/09
| 1. Opening Song: Algo De Ti                                |
| 2. Ni Una Sola Palabra                                     |
| 3. Lo Haré Por Ti                                          |
| 4. Todo Mi Amor                                            |
| 5. Más Que Amigo                                           |
| 6. Yo No Soy Esa Mujer                                     |
| 7. El Último Adiós                                         |
| 8. Dame Otro Tequila                                       |
| 9. Ni Rosas Ni Juguetes                                    |
| 10. Nada Puede Cambiarme                                   |
| 11. Baila Casanova                                         |
| 12. Mío (con Bryan Amadeus integrante del Grupo Moderatto) |
| 13. Algo Tienes                                            |
| 14. Melodía De Tu Alma                                     |
| 15. Acústico (Amor de mujer, Sabor a miel, Enamorada)      |
| 16. A Contra Luz                                           |
| 17. Don't Say Goodbye                                      |
| 18. Causa y Efecto                                         |
| 19. Y Yo Sigo Aquí                                         |
| 20. Te Quise Tanto                                         |

## Fechas del tour
| Norteamérica             |                    |                      |                                                                        |
| Fecha                    | Ciudad             | País                 | Lugar                                                                  |
| 18 de septiembre de 2009 | Primm              | Estados Unidos       | Star of the Desert Arena                                               |
| 19 de septiembre de 2009 | San Diego          | Estados Unidos       | House of Blues                                                         |
| 24 de septiembre de 2009 | Cabazon            | Estados Unidos       | Morongo Casino - Vibe Club                                             |
| 25 de septiembre de 2009 | Los Ángeles        | Estados Unidos       | Nokia Theatre                                                          |
| 26 de septiembre de 2009 | Oakland            | Estados Unidos       | Fox Theatre                                                            |
| 2 de octubre de 2009     | Tempe              | Estados Unidos       | Nokia Theatre LA Live                                                  |
| 3 de octubre de 2009     | Albuquerque        | Estados Unidos       | Marquee Theatre                                                        |
| 5 de octubre de 2009     | Friant             | Estados Unidos       | Table Mountain Rancheria Casino                                        |
| 7 de octubre de 2009     | Dallas             | Estados Unidos       | Nokia Theatre                                                          |
| 11 de octubre de 2009    | Houston            | Estados Unidos       | Warehouse Live                                                         |
| 17 de octubre de 2009    | Chicago            | Estados Unidos       | Congress Theatre                                                       |
| 20 de octubre de 2009    | Nueva York         | Estados Unidos       | Nokia Theatre Times Square                                             |
| 25 de octubre de 2009    | Washington D. C.   | Estados Unidos       | Warner Theatre                                                         |
| 30 de octubre de 2009    | Miami              | Estados Unidos       | Gusman Theatre                                                         |
| Latinoamérica            |                    |                      |                                                                        |
| 31 de octubre de 2009    | Bogotá             | Colombia             | Aeroandes via Guayamaral                                               |
| 7 de noviembre de 2009   | Ciudad Victoria    | México               | Feria Regional Tamaulipas 2009                                         |
| 13 de noviembre de 2009  | Puebla             | México               | Auditorio siglo XXI Puebla                                             |
| 18 de noviembre de 2009  | Monterrey          | México               | Arena Monterrey                                                        |
| 21 de noviembre de 2009  | Ciudad de México   | México               | Auditorio Nacional                                                     |
| 22 de noviembre de 2009  | Guadalajara        | México               | Auditorio Telmex                                                       |
| 25 de noviembre de 2009  | Mérida             | México               | Time kart Mérida/ Centro de Convenciones Yucatán siglo XXI por lluvia. |
| 27 de noviembre de 2009  | Tuxtla Gutiérrez   | México               | Palenque                                                               |
| 5 de diciembre de 2009   | Querétaro          | México               | Club balvanera                                                         |
| 28 de diciembre de 2009  | Panamá             | Panamá               | Plaza Figali                                                           |
| 30 de diciembre de 2009  | Santo Domingo      | República Dominicana | Estadio Olímpico Félix Sánchez                                         |
| 10 de febrero de 2010    | Caracas            | Venezuela            | Quinta la Esmeralda                                                    |
| 31 de marzo de 2010      | Buenos Aires       | Argentina            | Teatro Gran Rex                                                        |
| 1 de abril de 2010       | Punta del Este     | Uruguay              | Conrad Resort                                                          |
| 3 de abril de 2010       | Buenos Aires       | Argentina            | Teatro Gran Rex                                                        |
| Europa                   |                    |                      |                                                                        |
| 7 de mayo de 2010        | Valencia           | España               | Polodeportivo Municipal                                                |
| 8 de mayo de 2010        | Valdemoro          | España               | TBA                                                                    |
| 20 de mayo de 2010       | Málaga             | España               | Málaga Auditorium Club                                                 |
| 22 de mayo de 2010       | Almería            | España               | Teatro Auditorio de Roquetas de Mar                                    |
| 26 de mayo de 2010       | Madrid             | España               | TBA                                                                    |
| 28 de mayo de 2010       | Galicia            | España               | TBA                                                                    |
| 29 de mayo de 2010       | Valladolid         | España               | Zorrila Stadium                                                        |
| 30 de mayo de 2010       | Castilla-La Mancha | España               | TBA                                                                    |
| Latinoamérica            |                    |                      |                                                                        |
| 10 de junio de 2010      | Lima               | Perú                 | Explanada Sur del Estadio Monumental                                   |
| 11 de junio de 2010      | Guayaquil          | Ecuador              | Centro de Convenciones                                                 |
| 20 de agosto de 2010     | Barquisimeto       | Venezuela            | Estadio Metropolitano de Fútbol de Lara                                |
| 22 de agosto de 2010     | Caracas            | Venezuela            | Estadio Universitario                                                  |

- Datos: Q952838